# هاينريش إيرلر
هاينريش إيرلر (14 سبتمبر 1917 - 4 أبريل 1945) طيارًا عسكريًا لسلاح الجو الألماني وقائد جناح خلال الحرب العالمية الثانية. وبصفته طيار بطل، يُنسب إليه إسقاط 208 طائرة معادية في أكثر من 400 مهمة قتالية. تمت أغلبية انتصاراته الجوية على الجبهة الشرقية، منها تسعة أنتصارات على الجبهة الغربية ثمانية منها حققت عن طريق المقاتلة من طراز ميسيرشميت مي 262. 
وُلد إرلر في أوبربالباخ، ونشأ في جمهورية فايمار وألمانيا النازية كواحد من 12 طفلاً في عائلته. التحق بالخدمة العسكرية في الفيرماخت عام 1935، خدم في البداية بالمدفعية والمدفعية المضادة للطائرات في فيلق كوندور خلال الحرب الأهلية الإسبانية.. شارك في الحرب الأهلية الإسبانية وبعد اندلاع الحرب العالمية الثانية نقل إلى Jagdwaffe (القوة المقاتلة). بعد التدريب على الطيران، تم نشره في جادجيشفادر (الجناح المقاتل).  
في عام 1944 تم استخدمه ككبش فداء بعد كارثة غرق البارجة من فئة بسمارك\ تيربيتز خلال غارة جوية على سلاح الجو الملكي البريطاني. وقد تم إلقاء القبض عليه في ذلك الوقت تم ترشيحه لنيل وسام الفارس الصليبي الحديدي بأوراق البلوط والسيوف ولكن بسبب الحادث لم يمنح ذلك الوسام وتمت محاكمته عسكريا وتم تجريده من قيادة وحدة مقاتليه ووضعه قيد الإقامة الجبرية. 
بعد ذلك اتصلت القيادة العليا به لاعادته الخدمة لأن الحرب تقترب بسرعة من نهايتها و بسبب الخسائر الكبيرة التي تلقتها ألمانيا قال زملائه الطيارين ان ايرلر تولى العمل مع اللامبالاة حيث تحولت المهام الحربية الجوية إلى عمليات انتحارية. 
و بنفس الطريقة انهى إرلر حياته من خلال تفجير طائرته في قاذفة أمريكية وكان آخر بث رديو له: «ثيو، لقد نفدت مني الذخائر. أنا ذاهب لتفجير هذه القاذفة .وداعا. سنرى بعضنا البعض في فالهالا».«ثيو»يشير إلى ثيودور فايسنبرجر.

## الحرب العالمية الثانية
بدأت الحرب العالمية الثانية في أوروبا يوم الجمعة 1 سبتمبر 1939 عندما غزت القوات الألمانية بولندا. طلب إيرلر، الذي كان لا يزال يعمل في المدفعية المضادة للطائرات، نقله إلى القوات المقاتلة التابعة لوفتوافه في 3 يناير 1940.  تم قبول طلب النقل الخاص به وخضع للتدريب على الطيران في الفترة من 1 فبراير إلى 4 نوفمبر 1940. خلال هذه الفترة التدريبية تمت ترقيته إلى فيلدفيبل (رقيب أول) في 1 يوليو ولوتنانت (ملازم ثان) في 1 يناير 1941. 

### اقتباسات
1. ↑  Toliver & Constable 1996.
2. ↑  Bergström, Antipov & Sundin 2003، صفحة 17.
3. ↑  Flight training in the Luftwaffe progressed through the levels A1, A2 and B1, B2, referred to as A/B flight training. A training included theoretical and practical training in aerobatics, navigation, long-distance flights and dead-stick landings. The B courses included high-altitude flights, instrument flights, night landings and training to handle the aircraft in difficult situations.[2]
4. ↑  Stockert 2012.